# Jalen Smith
Jalen Rasheed Smith (* 16. März 2000 in Portsmouth, Virginia) ist ein US-amerikanischer Basketballspieler, der seit 2024 bei den Chicago Bulls in der National Basketball Association (NBA) unter Vertrag steht. Smith ist 2,08 Meter groß und läuft meist als Center auf. Er spielte in der NCAA für die Maryland Terrapins und wurde im NBA-Draft 2020 von den Phoenix Suns an zehnter Stelle ausgewählt.

## Laufbahn
Als Spieler der Mount St. Joseph High School in Baltimore wurde Smith 2017 und 2018 als Spieler des Jahres im US-Bundesstaat Maryland ausgezeichnet. 2018 wechselte er an die University of Maryland und nahm ein Studium der Informationswissenschaft auf. In der Saison 2018/19 stand Smith bei seinen 33 Einsätzen stets in der Anfangsaufstellung, er kam auf 11,7 Punkte, 6,8 Rebounds und 1,2 Blocks je Begegnung. 2019/20 steigerte er die Werte auf 15,5 Punkte, 10,5 Rebounds sowie 2,4 Blocks pro Einsatz. Bei der Vergabe der Auszeichnung des besten Spielers der NCAA-Saison 2019/20 auf der Power-Forward-Position (Karl Malone Power Forward of the Year Award) kam Smith unter die besten Fünf.
Anfang April 2020 gab er seine Teilnahme am Draftverfahren der NBA bekannt. Dort entschieden sich die Phoenix Suns an zehnter Stelle für ihn. Im Februar 2022 gab Phoenix Smith im Tausch gegen Torrey Craig an die Indiana Pacers ab.
2024 wechselte er zu den Chicago Bulls.

## Karriere-Statistiken

### NBA

#### Hauptrunde
| Saison  | Team                   | GP  | GS | MPG  | FG % | 3P % | FT % | RPG | APG | SPG | BPG | PPG |
| ------- | ---------------------- | --- | -- | ---- | ---- | ---- | ---- | --- | --- | --- | --- | --- |
| 2020–21 | Phoenix Suns           | 27  | 1  | 5.8  | .440 | .235 | .714 | 1.4 | 0.1 | 0.0 | 0.2 | 2.0 |
| 2021–22 | Phoenix Suns / Indiana | 51  | 8  | 18.1 | .503 | .328 | .765 | 6.0 | 0.5 | 0.3 | 0.8 | 9.2 |
| 2022–23 | Indiana                | 68  | 31 | 18.8 | .476 | .283 | .759 | 5.8 | 1.0 | 0.3 | 0.9 | 9.4 |
| 2023–24 | Indiana                | 61  | 14 | 17.2 | .592 | .424 | .692 | 5.5 | 1.0 | 0.3 | 0.6 | 9.9 |
| Gesamt  | Gesamt                 | 207 | 54 | 16.5 | .517 | .335 | .740 | 5.2 | 0.8 | 0.3 | 0.7 | 8.5 |

#### Play-offs
| Saison  | Team         | GP | GS | MPG | FG % | 3P %  | FT % | RPG | APG | SPG | BPG | PPG |
| ------- | ------------ | -- | -- | --- | ---- | ----- | ---- | --- | --- | --- | --- | --- |
| 2020–21 | Phoenix Suns | 6  | 0  | 3.0 | .500 | 1.000 | —    | 0.8 | 0.2 | 0.0 | 0.0 | 0.8 |
| 2023–24 | Indiana      | 7  | 0  | 6.0 | .375 | .500  | .625 | 2.0 | 0.3 | 0.3 | 0.1 | 1.9 |
| Gesamt  | Gesamt       | 13 | 0  | 4.6 | .417 | .600  | .625 | 1.5 | 0.2 | 0.2 | 0.1 | 1.4 |